# Palazzo D’Ambrosio

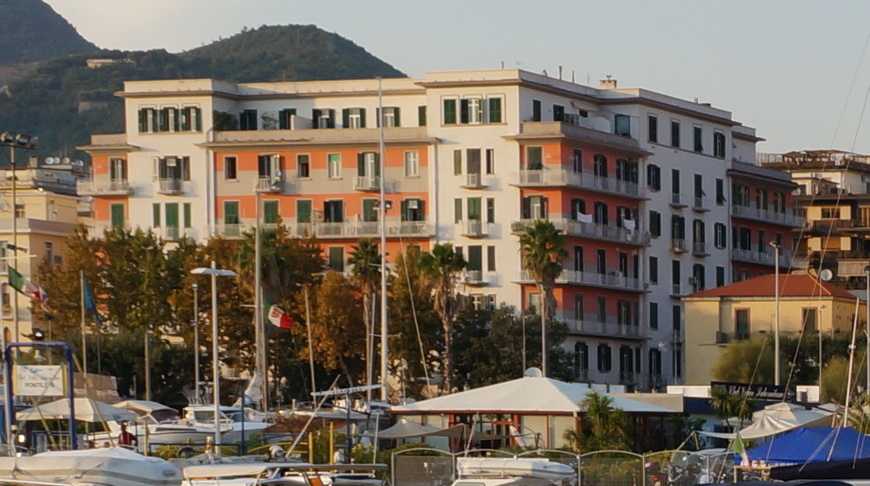
Palazzo D’Ambrosio in Salerno

Der Palazzo D’Ambrosio ist ein Palast aus den 1920er-Jahren an der Lungomare Trieste in Salerno in der italienischen Provinz Kampanien. Er war das erste Gebäude in Salerno, das aus Stahlbeton und erdbebensicher errichtet wurde. Er wird auch oft Palazzo della SITA genannt.

## Geschichte

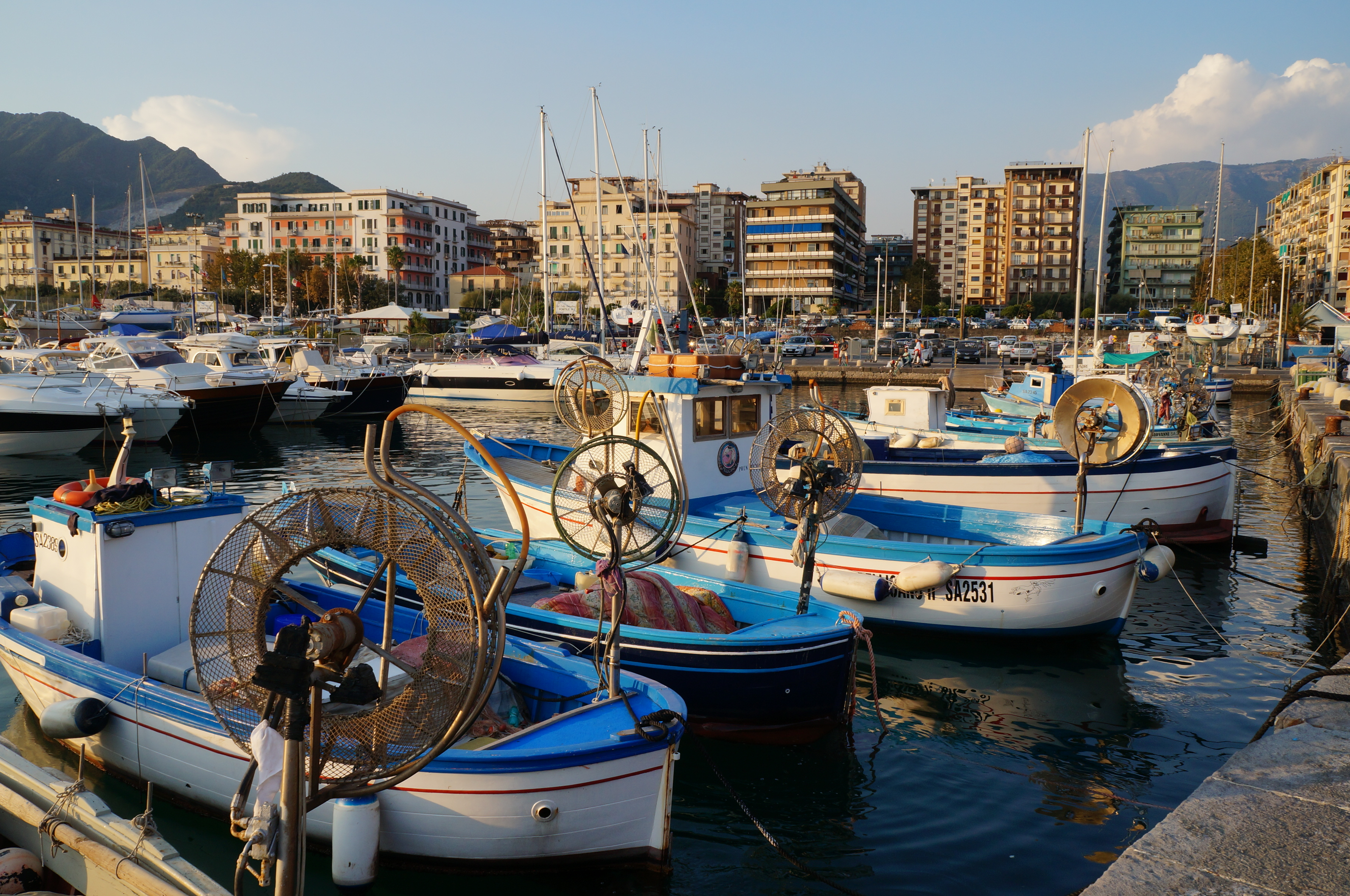
Der Palazzo D'Ambrosio vom Porto Masuccio aus. Es ist der erste von links (in oranger und weißer Farbe).

Der Palast wurde nach dem Ersten Weltkrieg (zwischen 1920 und 1924), vorwiegend mit Kapital des damaligen Bürgermeisters von Campagna, Carlino d’Ambrosio, errichtet. Nach ihm wurde er auch benannt. Im Zweiten Weltkrieg brachte dieser Bürgermeister dort einige Juden unter, die aus dem Internierungslager Campagna geflohen waren. Während der Landung der alliierten Truppen in Salerno im September 1943 erlitt der Palast einige Schäden, die Anfang der 1950er-Jahre vollständig repariert wurden, auch wenn die Verzierungen an der Fassade im obersten Stockwerk verlorengingen.
Ab 1960 lebte dort Pompeo d’Ambrosio, der Neffe des Bürgermeisters Carlino d’Ambrosio, und ließ an dem Palast verschiedene Verbesserungen durchführen.
Der Palast liegt an der Lungomare Trieste und auf der Rückseite am Corso Giuseppe Garibaldi (nahe dem Palazzo di Giustizia), also in bevorzugter Lage im Zentrum von Salerno. Aufgrund dieser Lage wurde der Palast in den 1930er-Jahren als Sitz der SITA (bedeutendste Autobusgesellschaft von Kampanien) gewählt. Daher wurde er von den Bewohnern Salernos auch meist „Palazzo della SITA“ genannt; sie nutzten den Busbahnhof im Erdgeschoss des Gebäudes. In den 1990er-Jahren wurde der Busbahnhof verlegt und seit dieser Zeit ist in dem Palast die Hauptniederlassung einer Nationalbank untergebracht.
Im Palazzo D’Ambrosio gab es von 1953 bis 1961 eine Betankungsanlage für Rennwagen im Zuge des Circuito automobilistico di Salerno, eine urbane Rennstrecke für Formel-2-Wagen nach dem Muster des Circuit de Monaco.

“Era il 6 Settembre del 1953, quando prese il via la 1° Edizione del Circuito di Salerno, che viene poi ripetuta con crescente successo e partecipazione di pubblico, fino all’edizione del 1960. Il circuito cittadino si snoda attraverso il Lungomare Trieste, Corso Garibaldi, e via Roma, con “boe” del Teatro Verdi e dell’ Autostazione SITA”

„Es war am 6. September 1953, als die erste Ausgabe des Circuito di Salerno gestartet wurde, die später mit wachsendem Erfolg und Publikumsbeteiligung wiederholt wurde, bis zur Ausgabe 1960. Die urbane Rennstrecke verlief über den Lungomare Trieste, den Corso Giuseppe Garibaldi und die Via Roma, mit ‚Bojen‘ am Teatro Verdi und an der Autostazione SITA.“

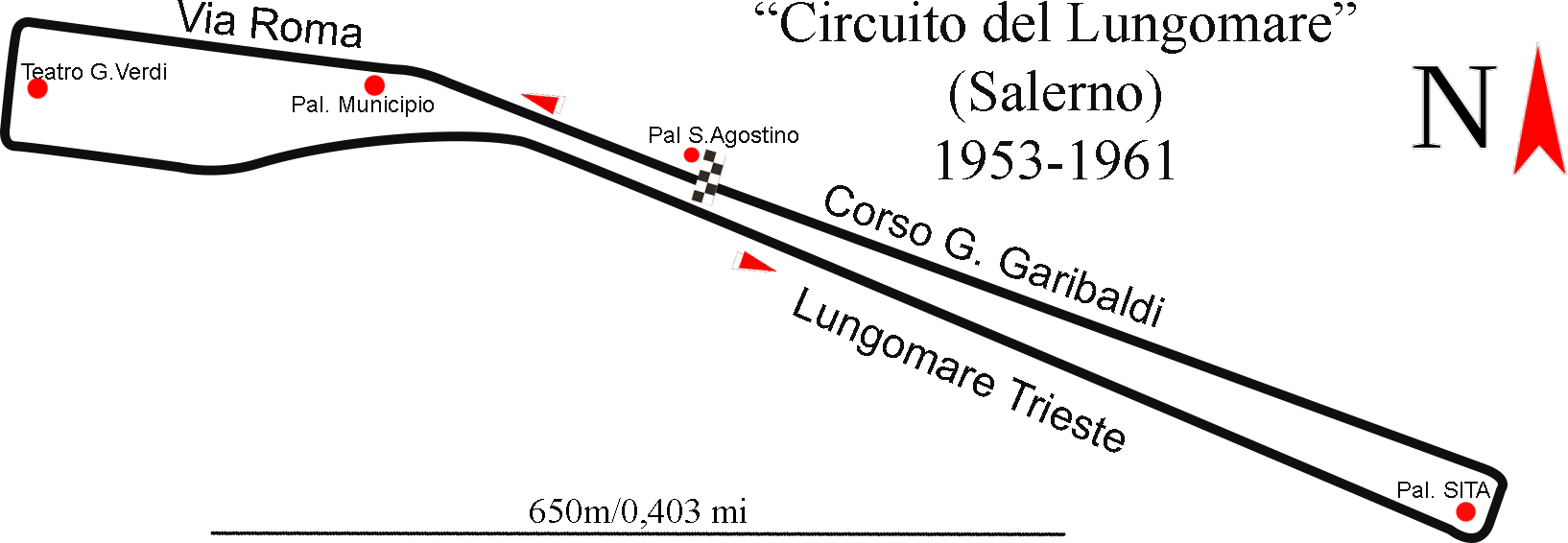
Am Palazzo D’Ambrosio – auch "Palazzo SITA" genannt – war die Südkurve des Circuito automobilistico di Salerno.

## Beschreibung

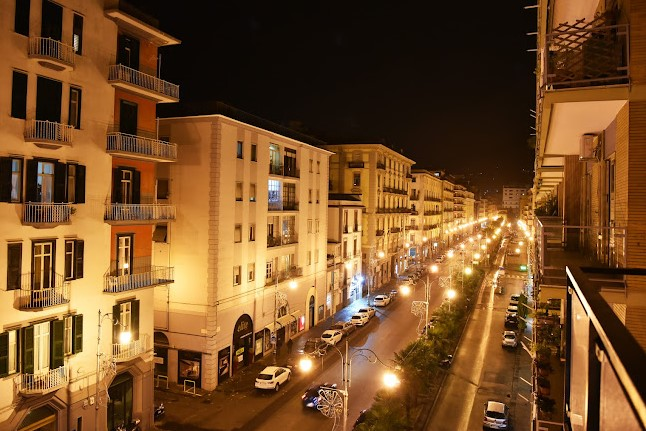
Der Palazzo D’Ambrosio liegt auch am Corso Giuseppe Garibaldi (erster von links auf der Nachtaufnahme).

Das Gebäude erhebt sich fast gegenüber des kleinen Touristenhafens Masuccio salernitano und besteht aus vier Abschnitten mit je fünf Stockwerken um einen Gemeinschaftsbereich herum (der ab den 1940er-Jahren privat von der SITA belegt war). Das Dach hat breite Balkone, die mit einem möglichen „Solarium“ projektiert sind. Der Palast war auch das erste Gebäude in Salerno, das zentrale Aufzüge hatte (installiert in den 1930er-Jahren), je einer in jedem der vier Abschnitte.
Als sich das schwere Erdbeben im Jahre 1980 ereignete, gehörte der Palast zu den wenigen Gebäuden im Zentrum Salernos, das keine strukturellen Schäden erlitt, da es erdbebensicher gebaut ist.